# One (Arashi)
One è il quinto album studio del gruppo musicale giapponese degli Arashi. L'album è stato pubblicato il 3 agosto 2005 dalla J-Storm ed ha raggiunto la prima posizione della classifica Oricon degli album più venduti in Giappone.

## Tracce
1. Overture – 2:20
2. Natsu no Namae – 4:33
3. Romance – 3:42
4. Lai-Lai-Lai – 3:44
5. Days – 3:39
6. Subarashiki Sekai – 4:12
7. Sakura Sake – 4:23
8. Rain – 3:29
9. Itsuka No Summer – 3:58
10. W/Me – 3:12
11. Himitsu (秘密 Secret?) – 4:41
12. Yume De Ii Kara – 4:49
13. Yes? No? – 5:22
14. Kazemidori – 5:02